# مهرجان روتردام السينمائي الدولي
مهرجان روتردام السينمائي الدولي (IFFR) هو مهرجان سينمائي سنوي يقام في مختلف دور السينما في روتردام، هولندا في نهاية يناير.
منذ تأسيسه في عام 1972، أصبح واحدا من أهم الأحداث في عالم السينما.

## روابط خارجية
- مهرجان روتردام السينمائي الدولي على موقع IMDb (الإنجليزية)

- International Film Festival Rotterdam (الموقع الرسمي)
- New Arrivals
- Hubert Bals Fund
- youtube channel